# Capela de Santa Umbelina
A Capela de Santa Umbelina faz parte do conjunto de património histórico envolvente do mosteiro de Cister de Tarouca.
Fica situada no ponto mais alto a Norte da área circundante do mosteiro.